# Serge Nigg
Serge Nigg, född den 6 juni 1924 i Paris, död den 12 november 2008 i Paris, var en fransk tonsättare.

## Biografi
Nigg skrev först musik under påverkan av asiatisk musik. Efter inledande studier för Ginette Martenot började Nigg 1941 vid Konservatoriet i Paris och studerade harmonilära för Olivier Messiaen och kontrapunkt för Simone Plé-Caussade. År 1945 träffade han René Leibowitz, som introducerade honom till tolvtonstekniken för komposition. 
Efter att ha avslutat en Konsert för piano och blåsinstrument och en Konsert för piano och stråkorkester (båda 1943) samt den symfoniska dikten Timour (1944) blev han den första franska tonsättaren att skriva ett dodekafoniskt arbete när hans Variationer för piano och 10 Instrument kom år 1946. Detta verk uruppfördes vid Internationella festivalen för dodekafonisk musik, organiserad av Leibowitz 1947. År 1949 lämnade han dock dodekafonisternas ideal och gick över till socialrealismens folkliga stil.
År 1956 blev Nigg utsedd till ledamot i musikkommittén vid den franska statliga radion. Från 1967 till 1982 var han medlem av administrationen för musikalisk utveckling vid franska kulturministeriet, varefter han undervisade klasser i instrumentering och orkestrering vid Pariskonservatoriet, och blev ordförande i Société Nationale de Musique. Han valdes 1989 in till Académie des Beaux-Arts och blev dess ordförande 1995.

## Priser och hedersbetygelser
Nigg fick
- Grand Prix du Disque fem gånger för sina olika kompositioner,
- Prix Italia (priset RAI), 1958,
- Paris stora musikpris, 1974,
- stora priset SACEM för alla hans arbete, 1978,
- Florence Gould-priset ( Académie des Beaux-Arts ), 1976 och 1983,
- René Dumesnil Award (Academy of Fine Arts), 1987.

Nigg var
- Riddare av Légion d'honneur,
- Officier av l'Ordre national du Mérite,
- Officier av Arts et des Lettres.